# NGC 4553
NGC 4553 is een balkspiraalstelsel in het sterrenbeeld Centaur. Het hemelobject werd op 22 april 1835 ontdekt door de Engelse astronoom John Herschel.

## Synoniemen
- ESO 322-30
- MCG -6-28-6
- DCL 76
- PGC 42018